# Partula callifera
Partula callifera foi uma espécie de gastrópodes da família Partulidae.
Foi endémica da Polinésia Francesa.